# Lega (Partei)
Lega per Salvini Premier (LSP; „Liga für Salvini als Premierminister“), meist kurz als Lega bezeichnet, ist eine radikal rechtspopulistische Partei in Italien. Sie wurde Ende 2017 gegründet und ging aus der Lega Nord hervor, die jedoch nicht aufgelöst ist, sondern formell weiterbesteht.
Anders als die norditalienische Regionalpartei, die – zumindest in ihren Anfangsjahren – die Abtrennung „Padaniens“ vom restlichen Italien forderte, vertritt die heutige Lega einen auf Italien als Ganzes bezogenen Nationalismus. Sie wendet sich insbesondere gegen die Abtretung von Souveränitätsrechten an die Europäische Union sowie gegen Einwanderer. Des Weiteren ist sie stark auf die Person ihres Anführers Matteo Salvini ausgerichtet, was sich auch im offiziellen Parteinamen spiegelt. Auf europäischer Ebene gehört die Lega zur Partei Patrioten für Europa (PfE). Seit der Parlamentswahl 2022, bei der sie mit 8,8 Prozent der Stimmen auf den vierten Platz kam, ist sie Teil einer rechten Koalitionsregierung mit Fratelli d’Italia und Forza Italia.